# آگاتارشید
برای نقاشی به این نام آگاتارخوس را ببینید.
آگاتارشید یا  آگاتارخوس کنیدوسی به یونانی: aγαθαρχiδης، (به انگلیسی: Agatharchides) یک تاریخدان و جغرافی‌دان یونانی قرن دوم پیش از میلاد و از اهالی کنیدوس بود.

## کتاب دریای اریترا
کتاب معروف باقی مانده از او دریای اریترا(De Mari Erythraeo),  نام دارد. در این کتاب او علت نام گذاری دریای اریترا را چنین شرح می دهد. به گفته آگاتارشید(آگاتریس خیدس)، یک مرد پارسی در زمان مادها تحت نام اریترا در نزدیکی دریا و جزایر زندگی می‌کرد و محبوبیت یافت و به این دلیل که دریا را نام خود می‌خواند بسیار معروف شد. 
دریای اریتره نام جغرافیایی است  که جغرافیدانان یونان و رومی برای شمال قیانوس هند به کار می برده اند، بعضی گفته اند بدلیل وجود خاک سرخ در جزایر این دریا بوده است دیگران این نام را یک شاهزاده پارسی می دانند اریترا به معنی قرمز نیز هست،  اما توسط آگاتارچیدس اطمینان داریم که این دریا منسوب نه سرخی دریای احمر بلکه منسوب به  پادشاه اریتراس است که داستان شاهزاده پارسی آن معروف است آنچه در ذیل آمده‌است بنقل از آگاتارچیس ریشه  اسم آورده شده‌است: 
"نام فارسی این دریا چنین است که مردی به اسم اریتراس پارسی، فرزند میوزایوس مشهور بود. دارایی و خانه او در کنار دریا بود، اما در زمان امپراتوری مادها، هنگامی که اریتراس زندگی می‌کرد، چنین بود، در زمستان او به پاسارگاد می‌رفت و سفر را با هزینه خودش انجام می‌داد؛ و علت قشلاق و ییلاق او در تغییر منطقه زندگی به دنبال سود و گاهی برای لذت زندگی و آسایش بود.روزی شیرها به گله بزرگی از مادیان او حمله کردند و برخی نیز به قتل رسیدند؛ بقیه گله، وحشت زده از شیرها به دریا گریختند. بادی شدید وزیدن گرفت و آنها در دریا سرگردان و هراسان شدندو شنا می‌کردند و سرانجام به ساحل یک جزیره رسیدند چوپان جوان نیز با شجاعت با چسبیدن به شانه‌گاو به جزیره رسید. اریتراس در جستجوی گله مادیان خود بود او با یک کشتی بادبانی با استفاده از جهت باد بسوی دریا رفت و سرانجام گله خود را در جزیره پیدا کرد  و نگهبان آنها را نیز پیدا کرد. و سپس با خوشحال شدن از دیدن گله خود و زیبایی این جزیره،شیفته جزیره شد  او یک دژ در مکانی که به خوبی در جای مناسبی از ساحل انتخاب شده بود، قلعه ای بنا کرد و از سرزمین اصلی روبروی جزیره آنهایی که از زندگی خود در صحرا ناراضی بودند، مهاجرانی آورد و تمام جزایر غیر مسکونی دیگر را با تعداد بیشماری جمعیت؛ آباد کرد و چون چنین آبادی هایی بنا کرد نام دریا را اریترا نامیدند و این اریتراس به معنی سرخی با نام دریای احمر یا خلیج سرخ متفاوت است  زیرا این دریا به یکی از برجسته‌ترین مردها ربط دارد.  در حالی که دیگری به رنگ آب اشاره دارد. اکنون یکی از توضیحات نام، به دلیل رنگ، نادرست است (زیرا دریا قرمز نیست)، اما دیگری، نسبت دادن آن به مردی که در آنجا حکمرانی کرده‌است، همانطور که داستان فارسی گواهی می‌دهد، واقعی است. " 
.
در اینجا ظاهراً هسته حقیقت وجود دارد، با این وجود به زمان بسیار زودتر از امپراتوری مادها و پایتخت آنها پاسارگاد اشاره دارد. این تئوری نظریه مهاجرت کوشیت - ایلامی را در سراسر عربستان، همان‌طور که توسط گلازر و هومل بیان شده‌است، پیشنهاد می‌کند: داستان قومی از ایلام، که در جزایر بحرین ساکن شده و سپس در امتداد عربستان جنوبی پراکنده شده‌است، و مظهر خود «قرمز» یا «قرمز» یا «گل آلود» در بسیاری از مکان‌ها، از جمله دریایی که کشتی‌های آنها را شستشو می‌دهد: «دریای سرخ»، یا به گفته آگاتارچیدس، «پادشاه سرخ»..